# アラミス・ガルシア
アラミス・マイケル・ガルシア（Aramis Michael Garcia, 1993年1月12日 - ）は、アメリカ合衆国フロリダ州マイアミ・デイド郡ハイアリア出身のプロ野球選手（捕手、一塁手）。右投右打。MLBのアリゾナ・ダイヤモンドバックス傘下所属。

## 経歴

### プロ入り前
2011年のMLBドラフト20巡目（全体620位）でセントルイス・カージナルスから指名されたが、契約せずにフロリダ国際大学に進学した。

### プロ入りとジャイアンツ時代
2014年のMLBドラフト2巡目（全体52位）でサンフランシスコ・ジャイアンツから指名され、7月17日に契約。契約後、傘下のルーキー級アリゾナリーグ・ジャイアンツでプロデビュー。その後、A-級セイラム＝カイザー・ボルケーノズへ昇格。A-級セイラム＝カイザーでは20試合に出場して打率.229、2本塁打、12打点を記録した。
2015年はまずA級オーガスタ・グリーンジャケッツでプレーし、83試合に出場して打率.273、15本塁打、61打点を記録した。8月にA+級サンノゼ・ジャイアンツへ昇格し、20試合に出場した。
2016年はルーキー級アリゾナリーグとA+級サンノゼでプレー。A+級サンノゼでは41試合に出場して打率.257、2本塁打、20打点、1盗塁を記録した。
2017年はまずA+級サンノゼでプレーし、81試合に出場して打率.272、17本塁打、65打点を記録した。8月にAA級リッチモンド・フライングスクウォーレルズへ昇格。22試合に出場して打率.282を記録した。オフの11月20日にルール・ファイブ・ドラフトでの流出を防ぐために40人枠入りした。
2018年はAA級リッチモンドで開幕を迎え、80試合に出場した。8月7日にAAA級サクラメント・リバーキャッツへ昇格した。8月26日にメジャー昇格を果たし、31日のニューヨーク・メッツ戦で「8番・捕手」で先発起用され、メジャーデビュー。初打席はザック・ウィーラーの前に三振に終わったが、8回裏の3打席目にロバート・グセルマンからメジャー初本塁打を記録した。この年メジャーでは19試合に出場して打率.286、4本塁打、9打点を記録した。
2019年は18試合に出場して打率.143、2本塁打、5打点を記録した。
2020年はメジャーへの昇格機会はなく、またマイナーリーグが新型コロナウイルスの感染拡大の影響で開催されなかったため、公式戦でプレーすることはなかった。オフの11月20日にDFAとなった。

### アスレチックス時代
2020年11月25日にウェイバー公示を経てテキサス・レンジャーズへ移籍したが、2021年2月6日にクリス・デービス、ジョナ・ハイム、デーン・アッカーとのトレードで、エルビス・アンドラス、金銭と共にオークランド・アスレチックスへ移籍した。
2021年は32試合に出場したが、9月20日にDFAとなり、22日に自由契約となった。

### レッズ時代
2021年11月29日にシンシナティ・レッズとマイナー契約を結び、2022年のスプリングトレーニングには招待選手として参加した。
2022年4月7日にメジャー契約を結んでアクティブ・ロースター入りした。この年は47試合に出場して打率.213、1本塁打、4打点を記録した。

### オリオールズ傘下時代
2022年10月14日にウェイバー公示を経てボルチモア・オリオールズへ移籍した。10月30日にマイナー契約となって傘下のAAA級ノーフォーク・タイズへ配属された。11月1日にFAとなった。

### フィリーズ時代
2023年2月16日にフィラデルフィア・フィリーズとマイナー契約を結んだ。主に傘下AAA級リーハイバレー・アイアンピッグスでプレーした。
2024年の開幕はAAA級リーハイバレーで迎えるも、9月7日にJ.T.リアルミュートの故障者リスト入りに伴ってアクティブ・ロースター入りした。9月17日にウェーバー公示を経て、AAA級リーハイバレーに降格となった。10月15日にFAとなった。この年メジャーではわずか3試合の出場に留まり、打率.000、ヒットや本塁打は1本もなく、打点もなしと何れもここまでで自己最低の成績となった。

### ダイヤモンドバックス時代
2024年オフの11月16日にアリゾナ・ダイヤモンドバックスとマイナー契約を結び、同日中にAAA級リノ・エーシズに配属された。併せて2025年のスプリングトレーニングに招待選手として参加することになった。
2025年の開幕はAAA級リノで迎えた。6月7日にメジャー契約を結んでアクティブ・ロースター入りし、同日のシンシナティ・レッズ戦に1-13と大量リードされている展開の9回に先発捕手のホセ・エレーラが登板したため指名打者のジョシュ・ネイラーに代わってマスクを被ったが、翌8日にカイル・バッカスを昇格させることに伴ってDFAとなり、2日後にスコット・マクガフがFAとなったのと同時にAAA級リノに降格した。6月19日に再びメジャー契約を結びアクティブ・ロースター入りし、21日に敵地クアーズ・フィールドで行われたコロラド・ロッキーズ戦にスタメン出場したものの、4打数無安打の成績で23日にジェームズ・マッキャンを獲得したことに伴って再びDFAとなった。6月27日にAAA級リノに降格した。

## 詳細情報

### 年度別打撃成績
| 年 度    | 球 団    | 試 合 | 打 席 | 打 数 | 得 点 | 安 打 | 二 塁 打 | 三 塁 打 | 本 塁 打 | 塁 打 | 打 点 | 盗 塁 | 盗 塁 死 | 犠 打 | 犠 飛 | 四 球 | 敬 遠 | 死 球 | 三 振 | 併 殺 打 | 打 率 | 出 塁 率 | 長 打 率 | O P S |
| -------- | -------- | ----- | ----- | ----- | ----- | ----- | -------- | -------- | -------- | ----- | ----- | ----- | -------- | ----- | ----- | ----- | ----- | ----- | ----- | -------- | ----- | -------- | -------- | ----- |
| 2018     | SF       | 19    | 65    | 63    | 8     | 18    | 1        | 0        | 4        | 31    | 9     | 0     | 0        | 0     | 0     | 2     | 0     | 0     | 31    | 1        | .286  | .308     | .492     | .800  |
| 2019     | SF       | 18    | 46    | 42    | 5     | 6     | 1        | 0        | 2        | 13    | 5     | 0     | 0        | 0     | 0     | 4     | 1     | 0     | 21    | 1        | .143  | .217     | .310     | .527  |
| 2021     | OAK      | 32    | 94    | 88    | 8     | 18    | 1        | 0        | 3        | 28    | 7     | 0     | 0        | 2     | 0     | 1     | 0     | 3     | 28    | 4        | .205  | .239     | .318     | .557  |
| 2022     | CIN      | 47    | 115   | 108   | 6     | 23    | 2        | 0        | 1        | 28    | 4     | 0     | 1        | 2     | 0     | 3     | 0     | 2     | 34    | 4        | .213  | .248     | .259     | .507  |
| 2024     | PHI      | 3     | 7     | 7     | 0     | 0     | 0        | 0        | 0        | 0     | 0     | 0     | 0        | 0     | 0     | 0     | 0     | 0     | 3     | 1        | .000  | .000     | .000     | .000  |
| MLB：5年 | MLB：5年 | 119   | 327   | 308   | 27    | 65    | 5        | 0        | 10       | 100   | 25    | 0     | 1        | 4     | 0     | 10    | 1     | 5     | 117   | 11       | .211  | .248     | .325     | .573  |

- 2024年度シーズン終了時

### 年度別守備成績
捕手守備
| 年 度 | 球 団 | 捕手（C） | 捕手（C） | 捕手（C） | 捕手（C） | 捕手（C） | 捕手（C） | 捕手（C） | 捕手（C） | 捕手（C） | 捕手（C） | 捕手（C） |
| 年 度 | 球 団 | 試 合     | 刺 殺     | 補 殺     | 失 策     | 併 殺     | 守 備 率  | 捕 逸     | 企 図 数  | 許 盗 塁  | 盗 塁 刺  | 阻 止 率  |
| ----- | ----- | --------- | --------- | --------- | --------- | --------- | --------- | --------- | --------- | --------- | --------- | --------- |
| 2018  | SF    | 7         | 54        | 3         | 0         | 0         | 1.000     | 0         | 4         | 3         | 1         | .250      |
| 2019  | SF    | 11        | 90        | 6         | 0         | 2         | 1.000     | 0         | 3         | 2         | 1         | .333      |
| MLB   | MLB   | 18        | 144       | 9         | 0         | 2         | 1.000     | 0         | 7         | 5         | 2         | .286      |

一塁守備
| 年 度 | 球 団 | 一塁（1B） | 一塁（1B） | 一塁（1B） | 一塁（1B） | 一塁（1B） | 一塁（1B） |
| 年 度 | 球 団 | 試 合      | 刺 殺      | 補 殺      | 失 策      | 併 殺      | 守 備 率   |
| ----- | ----- | ---------- | ---------- | ---------- | ---------- | ---------- | ---------- |
| 2018  | SF    | 10         | 80         | 3          | 1          | 9          | .988       |
| 2019  | SF    | 5          | 23         | 3          | 0          | 3          | 1.000      |
| MLB   | MLB   | 15         | 103        | 6          | 1          | 12         | .991       |

- 2020年度シーズン終了時

### 背番号
- 16（2018年 - 2019年）
- 37（2021年）
- 33（2022年）
- 41（2024年）
- 66（2025年6月7日）
- 35（2025年6月21日）